# Kaschtanowka (Kaliningrad, Neman)
Kaschtanowka (russisch Каштановка; deutsch Eigarren, 1938 bis 1945 Kernhall) ist ein Ort in der russischen Oblast Kaliningrad. Er gehört zur kommunalen Selbstverwaltungseinheit Stadtkreis Neman im Rajon Neman. Zu Kaschtanowka gehörte auch der ehemalige deutsche Ort Lindicken, russisch zunächst Lukino, der aber verlassen ist.

## Geographische Lage
Kaschtanowka ist der östlichste Ort im Rajon Neman. Er liegt etwa vier Kilometer östlich von Malomoschaiskoje (Budwethen) und ist von dort über die Kommunalstraße 27K-311 zu erreichen.

## Geschichte

### Eigarren/Kernhall
Eigarren bestand aus zwei großen Höfen. Zwischen 1874 und 1945 war das Dorf in den Amtsbezirk Waszeningken (ab 1936: Wascheningken, ab 1939: Waschingen, russisch: Torfjanoje, heute nicht mehr existent) eingegliedert. Dieser war bis 1922 Teil des Kreises Ragnit, danach des Landkreises Tilsit-Ragnit im Regierungsbezirk Gumbinnen der preußischen Provinz Ostpreußen.
In Eigarren waren im Jahre 1910 73 Einwohner registriert. Ihre Zahl belief 1933 und 1939 jeweils auf 49. Im Jahr 1938 wurde Eigarren in Kernhall umbenannt.

### Lindicken (Lukino)
Lindicken (zur besseren Unterscheidung auch mit dem Kirchspiel-Zusatz Ksp. Budwethen versehen) wurde vor 1945 von vier großen Höfen gebildet. Zwischen 1874 und 1945 war der Ort Teil des Amtsbezirks Waszeningken (der Ort hieß 1936 bis 1938: Wascheningken, russisch: Torfjanoje, heute nicht mehr existent). Dieser gehörte bis 1922 zum Kreis Ragnit, danach zum Landkreis Tilsit-Ragnit im Regierungsbezirk Gumbinnen der preußischen Provinz Ostpreußen. Der Amtsbezirk erhielt 1939 den veränderten Namen „Amtsbezirk Waschingen“. In Lindicken waren im Jahre 1910 42 Einwohner registriert. Ihre Zahl stieg bis 1933 auf 75 und belief sich 1939 auf 73.
Im Jahre 1945 kam Lindicken mit den übrigen nordostpreußischen Orten zur Sowjetunion und wurde 1947 in Lukino umbenannt. Gleichzeitig wurde der Ort in den Dorfsowjet Malomoschaiski selski Sowet im Rajon Sowetsk eingeordnet.

### Kaschtanowka
Im Jahre 1945 kam der Ort Eigarren resp. Kernhall mit den übrigen nordostpreußischen Orten zur Sowjetunion. Gemäß einer verfügbaren Karte von Anfang der 1970er Jahre sowie dem Verwaltungsverzeichnis der Oblast Kaliningrad von 1975 hieß zu dieser Zeit der Ort inzwischen Kaschtanowka und gehörte zum Dorfsowjet Malomoschaiski selski Sowet im Rajon Neman. Außerdem war der Ort Lukino an Kaschtanowka angeschlossen worden, inzwischen aber verlassen.
Von 2008 bis 2016 gehörte Kaschtanowka zur Landgemeinde Luninskoje selskoje posselenije und seither zum Stadtkreis Neman.

## Kirche
Sowohl in Eidgarren resp. Kernhall als auch in Lindicken war die Bevölkerung fast ausnahmslos evangelischer Konfession. Beide Dörfer waren in die Kirche Budwethen (1938 bis 1946: Altenkirch, heute russisch: Malomoschaiskoje) der Diözese Ragnit im Kirchenkreis Tilsit-Ragnit innerhalb der Kirchenprovinz Ostpreußen der Kirche der Altpreußischen Union eingepfarrt.
Heute liegt Kaschtanowka im Einzugsgebiet der in den 1990er Jahren neu entstandenen evangelisch-lutherischen Gemeinde in Sabrodino (Lesgewangminnen, 1938 bis 1946 Lesgewangen). Sie ist Teil der Propstei Kaliningrad (Königsberg) der Evangelisch-lutherischen Kirche Europäisches Russland.